# Ủy ban Hướng đạo Thế giới

Ủy ban Hướng đạo Thế giới (World Scout Committee) là bộ phận hành chính của Tổ chức Phong trào Hướng đạo Thế giới (World Organization of the Scout Movement hay viết tắt là WOSM). Nó là một trong ba thành phần chính yếu của Tổ chức Phong trào Hướng đạo Thế giới; với hai thành phần còn lại là Hội nghị Hướng đạo Thế giới (World Scout Conference) và Văn phòng Hướng đạo Thế giới (World Scout Bureau). Ủy ban Hướng đạo Thế giới có trách nhiệm thi hành các giải pháp của Hội nghị Hướng đạo Thế giới và hành động thay mặt cho Hội nghị giữa các cuộc họp của Hội nghị.
Ủy ban gồm có 14 thành viên. Trong số đó có 12 thành viên, mỗi một người đến từ một quốc gia khác nhau, được Hội nghị Hướng đạo Thế giới bầu lên với nhiệm kỳ sáu năm. Các thành viên không phải là đại diện cho quốc gia của họ mà vì ích lợi của toàn thể phong trào. Tổng Thư ký và Thủ quỹ của Tổ chức Phong trào Hướng đạo đương nhiên là thành viên của Ủy ban. Các chủ tịch ủy ban Hướng đạo vùng (có 6 vùng trên thế giới) tham dự trong các cuộc họp của Ủy ban Hướng đạo Thế giới để thu nhận góp ý.
Ủy ban họp mỗi năm hai lần, thường là ở Genève, Thụy Sĩ. Ban lãnh đạo của nó gồm có Chủ tịch, hai Phó chủ tịch, và Tổng Thư ký họp khi cần.

## Thành viên hiện tại của Ủy ban Hướng đạo Thế giới
| Tên                                                       | Quốc gia              | Mãn nhiệm vào |
| --------------------------------------------------------- | --------------------- | ------------- |
| Herman C. S. Hui                                          | Chủ tịch, Hồng Kông   | 2008          |
| Philippe Da Costa                                         | Phó chủ tịch, Pháp    | 2008          |
| Thérèse Bermingham                                        | Phó chủ tịch, Ireland | 2011          |
| Habibul Alam                                              | Bangladesh            | 2008          |
| Mario Diaz Martinez                                       | Tây Ban Nha           | 2011          |
| Wayne M. Perry (được chọn thay cho Steve Fossett từ chức) | Hoa Kỳ                | 2008          |
| John A. Gemmill                                           | Canada                | 2008          |
| Georges El Ghorayeb                                       | Liban                 | 2011          |
| Nkwenkwe Nkomo                                            | Nam Phi               | 2011          |
| Ana E. Piubello                                           | Argentina             | 2008          |
| Mohamed Triki                                             | Tunisia               | 2008          |
| Gualtiero Zanolini                                        | Ý                     | 2011          |
| Eduardo Missoni                                           | Tổng Thư ký, WOSM, Ý  |               |
| Arnaud Girardin                                           | Thủ quỹ, Thụy Sĩ      |               |

## Một loạt chương trình chiến lược
Ủy ban Hướng đạo Thế giới có thiết lập một loạt chương trình để nhắm vào những công việc ưu tiên chiến lược hàng đầu như đã được định nghĩa bởi Hội nghị Hướng đạo Thế giới. Các chương trình này như sau:
- Tuổi Trẻ Dấn thân (Youth Involvement)
- Tình Nguyện viên trong Hướng đạo (Volunteers in Scouting)
- Quảng bá Hướng đạo (Scouting's Profile - communications, partnerships, resources)

## Các ủy ban thường trực
- Kiểm toán
- Ngân sách
- Tổ chức
- Vinh danh và tưởng thưởng

## Hợp tác với các tổ chức khác
Đây là một Ủy ban cố vấn của Tổ chức Phong trào Hướng đạo Thế giới và Hội Nữ Hướng đạo Thế giới. Nó bao gồm các thành viên của Ủy ban Thế giới và Ban Thế giới của cả hai tổ chức.
- Lực lượng Đặc nhiệm năm 2007 tổ chức Lễ Sinh nhật Hướng đạo 100 năm bao gồm thành viên của Ủy ban Hướng đạo Thế giới, Văn phòng Hướng đạo Thế giới, Quỹ Hướng đạo Thế giới, và Hội Hướng đạo của Vương quốc Liên hiệp Anh.